# Jaxson Ryker
Chad Lail, meglio conosciuto come Jaxson Ryker (Hickory, 6 giugno 1982), è un ex wrestler statunitense.
Tra il 2010 e il 2015 ha militato nella Total Nonstop Action Wrestling con il ring name Gunner, vincendo una volta il TNA Television Championship ed il TNA World Tag Team Championship (con James Storm). In seguito, ha militato in WWE dal 2017 al 2021 come Jaxson Ryker.

## Carriera

### Circuito indipendente (2000–2010)
Dopo aver prestato servizio nella Guerra dell'Iraq con il corpo dei marine come mitragliatore, ha firmato un contratto con la NWA Anarchy scegliendo il ring name Phil Shatter. Il 18 agosto 2007, Shatter ha sconfitto Ace Rockwell per conquistare l'NWA Anarchy Heavyweight Championship.

### WWE (2017–2021)

#### The Forgotten Sons (2017–2020)
Il 29 maggio 2017 Lail firmò con la WWE, venendo mandato nel territorio di sviluppo di NXT, debuttando poi in un live event del 29 giugno perdendo contro No Way Jose. Nel luglio del 2018 gli venne assegnato il ringname Jaxson Ryker, e nell'agosto dello stesso anno si unì alla stable di Steve Cutler e Wesley Blake, i Forgotten Sons.
Nella puntata di SmackDown del 10 aprile 2020 i Forgotten Sons debuttarono nello show con Cutler e Blake, assistiti da Ryker, che sconfissero i Lucha House Party (Gran Metalik e Lince Dorado). Nella puntata di SmackDown del 24 aprile i Forgotten Sons attaccarono gli SmackDown Tag Team Champions del New Day (Big E e Kofi Kingston) durante un segmento sul ring assieme ai Lucha House Party e John Morrison e The Miz. Nella puntata di SmackDown del 4 dicembre Blake e Cutler aiutarono King Corbin a sconfiggere Murphy, segnando di fatto la fine della collaborazione di Ryker con i due suoi ex-compagni nei Forgotten Sons.

#### Alleanza con Elias e competizione singola (2020–2021)
Nella puntata di Main Event del 3 dicembre 2020 Ryker apparve come "guardia del corpo" di Elias, e nella puntata di Raw del 14 dicembre Ryker protesse il suo assistito dai vari pretendenti al 24/7 Championship di R-Truth che erano nelle vicinanze. Nella puntata di Raw del 21 dicembre Ryker sconfisse in pochi minuti Gran Metalik. Nella puntata di Raw dell'11 gennaio 2021 Ryker sconfisse in pochi minuti Jeff Hardy grazie alla distrazione di Elias. Nella puntata di Raw del 1º febbraio Ryker e Elias vennero sconfitti da Carlito e Jeff Hardy. Nella puntata di Raw del 15 marzo Ryker venne sconfitto da Damian Priest. Due settimane dopo, Ryker affrontò Braun Strowman ma venne sconfitto in poco tempo. Nella puntata speciale WrestleMania SmackDown del 9 aprile Ryker partecipò all'André the Giant Memorial Battle Royal ma venne eliminato da Mace e T-Bar.

#### Competizione singola (2021)
Nella puntata di Raw del 31 maggio Ryker venne abbandonato da Elias sul ring durante un match contro AJ Styles e Omos valevole per il Raw Tag Team Championship, con la risultante sconfitta del solo Ryker, segnando la fine della loro alleanza. La settimana dopo, a Raw, Ryker attaccò Elias e lo sconfisse poco dopo per count-out. Dopo aver trionfato nuovamente su Elias per count-out, Ryker chiuse la rivalità sconfiggendolo nuovamente in uno Strap match il 28 giugno a Raw. Successivamente, Ryker venne sconfitto facilmente da Karrion Kross, e dopo di ciò apparve per lo più a Main Event.
Il 18 novembre Ryker venne licenziato dalla WWE, e con lui diversi altri wrestler.

## Personaggio

### Mosse finali
- Come Gunner
  - Gun Rack (Backbreaker rack)
  - Hangar 18 (Fireman's carry facebuster)

- Come Jaxson Ryker
  - No Remorse (Sitout chokebomb)
  - Spinning side slam – dal 2021

### Soprannomi
- "Beautiful Soldier"
- "Big Red"
- "Modern Day Viking"
- "Mr. Intensity"

### Musiche d'ingresso
- Do Unto Others dei CFO$ (2018–2020; usata insieme ai Forgotten Sons)
- Amen (I'm Going In) di Elias (2020–2021; usata insieme ad Elias)
- Stop Them Boots dei def rebel (2021)

## Titoli e riconoscimenti
- Action Packed Wrestling

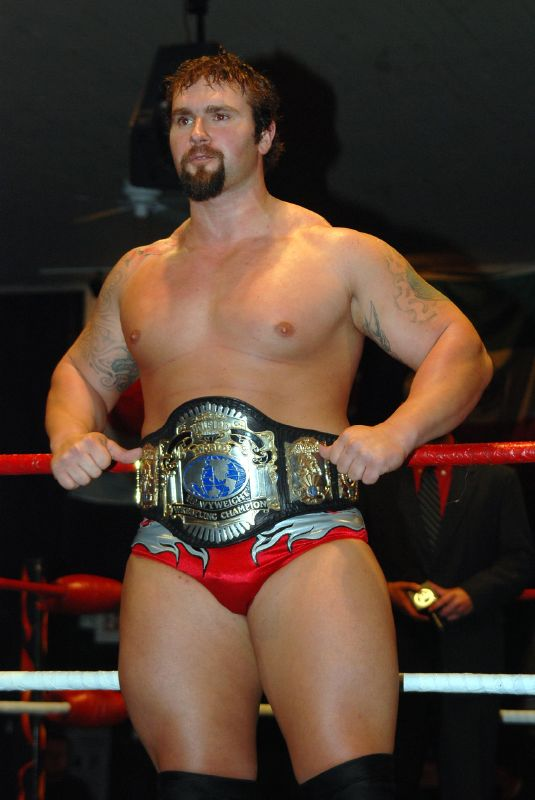
Phill Shatter con l'NWA Anarchy Heavyweight Championship, titolo che ha detenuto una volta in carriera

  - APW Chester Heavyweight Championship (2)
- East Coast Championship Wrestling
  - ECCW Tag Team Championship (1)
- Ground Xero Wrestling
  - GXW Heavyweight Championship (1)
- National Wrestling Alliance
  - NWA National Heavyweight Championship (1)
  - Future Legends Cup (2010)
- NWA Anarchy
  - NWA Anarchy Heavyweight Championship (1)
  - NWA American Pro Wrestling Team Championship (1) – con Kimo e Abomination
- NWA Charlotte
  - NWA Mid-Atlantic Heritage Championship (1)
- NWA East
  - NWA National Heavyweight Championship (1)
- Première Wrestling Xperience
  - PWX Innovative Television Championship (1)
- Pro Wrestling Illustrated
  - 40º tra i 500 migliori wrestler singoli nella PWI 500 (2014)
- Showtime All-Star Wrestling
  - SAW International Heavyweight Championship (1)
- Southern Wrestling Association
  - Rhymer Cup (2016) con John Skyler
- Total Nonstop Action Wrestling
  - TNA Television Championship (1)
  - TNA World Tag Team Championship (1) – con James Storm
  - Feast or Fired (2013 – World Heavyweight Championship contract)
  - Feast or Fired (2013 – World Tag Team Championship contract)
  - TNA World Cup (2014) – con Bully Ray, Eric Young, Eddie Edward e ODB
  - TNA World Cup (2015) – con Crazzy Steve, Davey Richards, Gail Kim, Jeff Hardy e Rockstar Spud
- WrestleForce
  - WrestleForce Championship (1)